# 六号通り
六号通り（ろくごうどおり）は、東京都渋谷区幡ヶ谷にある道。幡ヶ谷駅付近から北側に伸びる。
「六号通り」と呼ばれる範囲には以下の2通りがあるが、本稿では主に前者を扱う。
1. 幡ヶ谷駅東側の甲州街道との交差点(幡ヶ谷駅バス停付近)から始まり、社会教育館前交差点、六号坂通り交差点を経由し、幡ヶ谷三丁目北交差点(東京消防庁本町待機宿舎付近)に至るまでの道。区道848号線に該当する。
2. 1のうち社会教育館前交差点以南の道。この場合、社会教育館前交差点〜六号坂通り交差点は「六号坂通り」、六号坂通り交差点〜幡ヶ谷三丁目北交差点は「六号大通り」と呼称される。

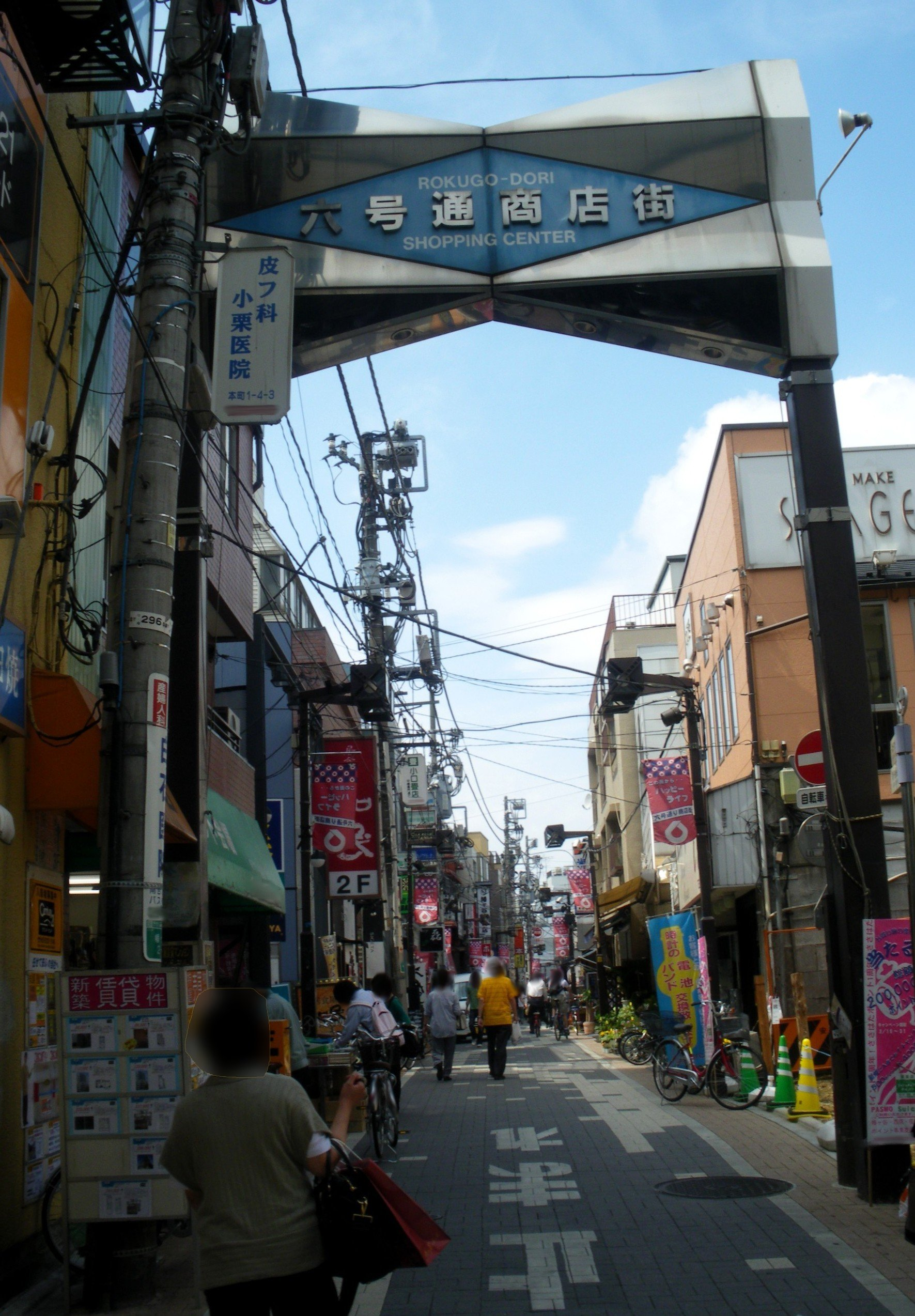
六号通り商店街

## 概要
幡ヶ谷駅北口付近から北側に伸びる道である。幡ヶ谷駅の駅前商店街として賑わっており、多数の商店・飲食店が立ち並ぶ繁華な通りとなっている。
南から六号通り商店街、六号坂通り商店街、六号大通り商店街の3つの商店街に分かれている。

### 六号通り商店街
通りの最南端に位置する。通りの南口及び北口に「六号通商店街」とかかれたアーチがあり、道はレンガ風に舗装されている。幡ヶ谷駅に近いことから六号通りの中では最も活気のあるエリアであり、多数の商店・飲食店・薬局・マッサージ店などが立ち並ぶ。

### 六号坂通り商店街
六号通り商店街から続くエリア。六号通りのうち社会教育館前交差点〜六号坂通り交差点を構成する商店街。六号坂と呼ばれる、神田川幡ヶ谷支流(暗渠)が流れていた谷の南側にある坂の途中にあるためこの名がついた。商店街全体が坂となっている。住居も点在する。
なお、六号坂通り商店街は本町と幡ヶ谷の境界をなしており、北に向かって右側が本町六丁目、左側が幡ヶ谷三丁目である。

### 六号大通り商店街
六号坂通り商店街から続くエリア。六号通りの最北端をなし、このエリアの北側で中野区南台に接する。幅が5～6メートルほどの六号通り商店街・六号坂通り商店街とは異なり、2車線の車道を有する道幅の広い商店街である。

## 名前の由来
六号通り商店街と六号坂通り商店街の境界にある水道道路はかつて玉川上水新水路と呼ばれる水路であり、この地には橋が架かっていた。この水路にはこの橋を含め16の橋が架けられており、この橋が新宿方面から数えて6番目の橋であったことから「六号橋」と命名され、六号橋がある道路を「六号橋通り」と呼ぶようになった。その後、玉川上水新水路が廃止され現在のような水道道路になった際に橋も廃止されたが、その時に通りの名称からも橋がなくなり「六号通り」になったとされる。

## 交通

### 鉄道
京王電鉄
-  京王新線
  - 幡ヶ谷駅

### バス
「六号通り」バス停が社会教育館付近に設置されている。
- 都営バス
- 京王電鉄バス
- 小田急バス
- ハチ公バス

## 周辺
- 商店
  - 三徳幡ヶ谷店
  - ブックオフ幡ヶ谷6号通店
  - ミニストップ渋谷本町六丁目店
- 施設
  - 渋谷区立幡ヶ谷社会教育館
  - 西武信用金庫幡ヶ谷支店
  - 幡ヶ谷新道公園
  - 6号通り公園